# Естетична гімнастика
Естетична групова гімнастика - це вид спорту, оснований на стилізованих, природних рухах всього тіла. Вона включає в себе гармонійні, ритмічні та динамічні елементи, що виконуються з природною грацією й силою. Композиція повинна містити універсальні різноманітні рухи тіла, як, наприклад, хвилі та помахи, вигини та скручування, наклони та випади, стиснення та розслаблення. До обов'язкових елементів також входять стрибки і підскоки, статичні та динамічні (повороти) рівноваги, комбіновані серії (поєднання різних груп рухів, наприклад, рівновага + стрибок, серія рухів тіла + стрибок), акробатичні елементи (у дитячних категоріях). Для цього необхідні гнучкість, сила, швидкість, координація. Також допускається різні підтримки і взаємодії гімнасток. Вправи виконуються під музику і їх тривалість залежить від вікових категорій. У юніорок та сеньйорок виступ становить від 2,15 до 2,45 хвилин. Хореографія створює історію, використовуючи виразну інтерпретацію музики через рух.

## Склад команди
В естетичній гімнастиці виступають тільки групами. Англійською її повна назва звучить як «aesthetic group gymnastics», тобто естетична групова гімнастика. 
Кількість гімнасток в команді залежить від їх віку і від програми. Мінімальна кількість гімнасток у короткій програмі - 4, у довгій - 6. За кожну "відсутню" гімнастку буде задіяний штраф арбітром бригади виконання (EXE) у 0,5 бали. 
У дитячих категоріях у команді може бути до 14 спортсменок (запасна гімнастка також є членом команди). У юніорок та сеньйорок - до 15 (протягом року на змагання можуть їздити лише ті спортсменки, що були заявлені серед цих 15 гімнсток). 
Одним з головних критеріїв виступу команди фігурує синхронність виконання: на майданчику спортсменки повинні бути єдиним цілим.

## Чи небезпечна естетична гімнастика для дитини?
У художній гімнастиці останні роки була помічена неприємна тенденція: дівчатка закінчують свою кар'єру вже в 12-13 років внаслідок проблем зі спиною, колінами. Через високу конкуренцію, гімнастки проводять в залі по 5-6 годин щодня, тренери розучують з юними даруваннями елементи, які були не під силу майстрам спорту 5 років тому. Подібні навантаження вкрай сильно впливають на здоров'я дітей: тренування швидко змінюються походами до остеопатії і масажистам.
У естетичної групової гімнастики, завдяки правильному балансу між рухами тіла, елементами, танцювальними кроками, навантаження на організм збалансоване. Кар'єра багатьох спортсменок триває аж до 25 років.

## Суддівство
Виступи Груп оцінюються трьома бригадами суддів: оцінюють технічну цінність композиції (TV), артистичну цінність композиції (AV) і виконання (EXE). Кожна бригада складається мінімум з 3 суддів (на всеукраїнських змаганнях з 4 суддів). Мінімально допустима кількість суддів - 9, максимальна - 12. Технічна цінність композиції складається з суми обов'язкових елементів і додаткових труднощів. Обов'язкові елементи і додаткові труднощі повинні бути виконані всією Групою. Артистична цінність змагальної композиції складається з декількох основних компонентів, кожен з яких підсумовує різні аспекти композиції: майстерність гімнасток у композиції, структура композиції, оригінальність і виразність композиції. В вправа також можуть бути включені дозволені правилами акробатичні елементи, підтримки і взаємодії. Виконання вправи оцінюється за наступними критеріями: синхронності, відповідності техніці естетичної гімнастики, індивідуальним фізичним навичкам гімнасток, виразності і естетичної спрямованості, відповідності динаміці і ритму музики, відповідності елементів композиції аспектам здоров'я.